# 趙瑞
趙瑞（15世紀—16世紀），字子祥，南直隸寧國府宣城縣人，明朝政治人物。

## 生平
趙瑞是成化十三年（1477年）應天府鄉試舉人，授撫州同知，在寬鬆與嚴謹見間處理得體，讓官吏人民畏服，曾在巡行時在縣內遇上二人打架，旁邊一名婦人在罵：「你殺了我的父親，今天還想殺我的丈夫！」他聽到後派人搜索，果然尋到屍體，其時已相隔十八年，後任滿考績以彰德知府致仕，品行得縣人推崇，八十五歲去世，有《靜庵集》兩卷流傳。

## 引用
1. 1 2  光緒《宣城縣志·卷十五·人物》：趙瑞，字子祥，領成化丁酉鄉薦，除撫州府同知，為政寬嚴有體，吏民畏服，嘗行縣遇二人鬬，旁一婦人詈曰：「爾嘗殺吾父，今復戕吾夫耶！」瑞聞之遣人追迹，果得殺者尸，時已十八年矣，考滿績最，以彰德知府致仕，端愨惇行為里閈所推，年八十五卒，著有《靜庵集》二卷。